# 紫禁城 (杂志)
《紫禁城》创刊于1980年，是中国大陆考古类雜誌刊物，编辑部位于北京市。2018年被中华人民共和国国家新闻出版广电总局新闻报刊司评为2017年全国“百强报刊”。